# Ruševac (Brestovac)
Ruševac je naselje u Republici Hrvatskoj u Požeško-slavonskoj županiji, u sastavu općine Brestovac.

## Zemljopis
Ruševac je smješten oko 15 km zapadno od Brestovca, na obrnocima planine Psunja, susjedna sela su Jeminovac, Čečavački Vučjak i Sinlije.

## Stanovništvo
Prema popisa stanovništva iz 2011. godine Ruševac je imao 2 stanovnika.
| broj stanovnika |       |       |       | 109   | 124   | 163   | 149   | 169   | 139   | 141   | 135   | 82    | 65    | 44    | 2     | 2     | 2     |
|                 | 1857. | 1869. | 1880. | 1890. | 1900. | 1910. | 1921. | 1931. | 1948. | 1953. | 1961. | 1971. | 1981. | 1991. | 2001. | 2011. | 2021. |